# Gottlieb Daimler
Gottlieb Daimler (n. 17 martie 1834, Schorndorf, Württemberg la circa 30 km de Stuttgart; d. 6 martie 1900, Cannstatt) a fost un inventator german. A construit prima motocicletă și a îmbunătățit numeroase motoare.

## Viața
În anul 1865, se împrietenește cu Wilhelm Maybach. În 1867, se căsătorește cu Emma Kunz cu care va avea cinci copii.
Obține un post de desenator tehnic, iar în 1872 devine director tehnic la firma constructoare de motoare cu gaz de iluminat (gazogen) Deutz, condusă de Nikolaus Otto. Îl angajează pe Maybach. Împreună cu Maybach, Daimler pleacă de la firma Deutz, pentru ca în 1882 să deschidă un atelier la Cannstatt, unde perfecționează motorul în patru timpi proiectat de Beau de Rochas, montând pe volant niște paleți pentru răcirea motorului.
În 1885 ei construiesc prima motocicletă din lemn, iar în 1889 un triciclu cu motor, pe care a montat cu primul carburator dotat cu jicloare pentru alimentarea cu benzină, și, în același an, primul motor cu doi cilindri în V, pe care l-a prezentat la Expoziția Universală de la Paris.